# New Poland
New Poland – film dokumentalny w reżyserii Roberta Kaczmarka i Grzegorza Brauna z 2010 roku, dotyczący kominternowskich wpływów w Stanach Zjednoczonych przed i w trakcie II wojny światowej oraz o roli jaką odegrały w powojennej historii Polski.
Dokument stanowi rozprawkę historyczną na temat komunistycznych wpływów w Ameryce, działalności członków Międzynarodówki Komunistycznej oraz radzieckich szpiegów. Poruszony został również temat wpływów sowieckich wśród Polonii amerykańskiej, działalności Oskara Langego, Bolesława Geberta, ks. Stanisława Orlemańskiego. Wykorzystując agentów w mediach i agendach rządowych za oceanem, komuniści zdołali oczernić polskich współpracowników i ministrów w rządzie Józefa Piłsudskiego, czyniąc z nich faszystów i wrogów narodu. O wpływie komunistycznych agentów na administrację prezydenta Roosevelta wypowiedzieli się amerykańscy badacze: John Lenczowski, Marek Jan Chodakiewicz i Herbert Romerstein. W filmie znalazły się wypowiedzi polskich historyków: Sławomira Cenckiewicza i Piotra Gontarczyka.